# Verdú
Verdú là một đô thị trong tỉnh Lérida, cộng đồng tự trị Cataluña Tây Ban Nha. Đô thị Verdú có diện tích là 35,8 ki-lô-mét vuông, dân số năm 2009 là 1005 người với mật độ 28,07 người/km². Đô thị Verdú có cự ly km so với tỉnh lỵ Lérida.